# Campeonato Femenino de la OFC 2007
El Campeonato Femenino de la OFC de 2007 fue la octavo edición de la máxima competición femenina de fútbol a nivel selecciones en Oceanía, celebrada en Papúa Nueva Guinea. Participaron cuatro selecciones enfrentándose mediante el sistema de todos contra todos para definir quien sería el campeón. El ganador de la competición clasificaría para la Copa Mundial Femenina de Fútbol de 2007. 

## Equipos participantes
En cursiva los debutantes.
| Equipos participantes | Equipos participantes | Equipos participantes | Equipos participantes |
| --------------------- | --------------------- | --------------------- | --------------------- |
| Nueva Zelanda         | Papúa Nueva Guinea    | Islas Salomón         | Tonga                 |

## Resultados
| Equipo             | Pts | PJ | PG | PE | PP | GF | GC | Dif |
| ------------------ | --- | -- | -- | -- | -- | -- | -- | --- |
| Nueva Zelanda      | 9   | 3  | 3  | 0  | 0  | 21 | 1  | +20 |
| Papúa Nueva Guinea | 6   | 3  | 2  | 0  | 1  | 7  | 8  | -1  |
| Tonga              | 1   | 3  | 0  | 1  | 2  | 1  | 7  | -6  |
| Islas Salomón      | 1   | 3  | 0  | 1  | 2  | 1  | 14 | -13 |

| 9 de abril de 2007 | Nueva Zelanda                                                | 6:1 (3:0) | Tonga    |  |  |
|                    | Yallop 8' 73' · Henderson 13' 56' · Erceg 17' · Thompson 81' |           | Feke 85' |  |  |

| 9 de abril de 2007 | Papúa Nueva Guinea                                  | 6:1 (3:1) | Islas Salomón |  |  |
|                    | Chalau 8' 48' · Siniu 40' 50' 66' · Galo 45' (a.g.) |           | Fula 44'      |  |  |

| 11 de abril de 2007 | Nueva Zelanda                                                                  | 8:0 (5:0) | Islas Salomón |  |  |
|                     | Ferrara 4' 23' · N. Smith 33' 45' 60' · R. Smith 50' · Percival 39' · Kete 90' |           |               |  |  |

| 11 de abril de 2007 | Papúa Nueva Guinea      | 1:0 (0:0) | Tonga |  |  |
|                     | Mahe Kiukapu 63' (a.g.) |           |       |  |  |

| 13 de abril de 2007 | Nueva Zelanda                                                                          | 7:0 (4:0) | Papúa Nueva Guinea |  |  |
|                     | N. Smith 20' · Thompson 23' · Percival 26' · Yallop 30' 65' · Green 63' · Moorwood 85' |           |                    |  |  |

| 13 de abril de 2007 | Tonga | 0:0 | Islas Salomón |  |  |

| Nueva Zelanda |
| Nueva Zelanda |
| Tercer título |

## Goleadoras
| Jugadora          | Selección          | Goles |
| ----------------- | ------------------ | ----- |
| Kirsty Yallop     | Nueva Zelanda      | 4     |
| Nicola Smith      | Nueva Zelanda      | 4     |
| Deslyn Siniu      | Papúa Nueva Guinea | 3     |
| Jacqueline Chalau | Papúa Nueva Guinea | 2     |
| Ria Percival      | Nueva Zelanda      | 2     |
| Simone Ferrara    | Nueva Zelanda      | 2     |
| Wendi Henderson   | Nueva Zelanda      | 2     |
| Zoe Thompson      | Nueva Zelanda      | 2     |

## Clasificado alMundial de 2007
| Australia     |
| Nueva Zelanda |